# ハシシ

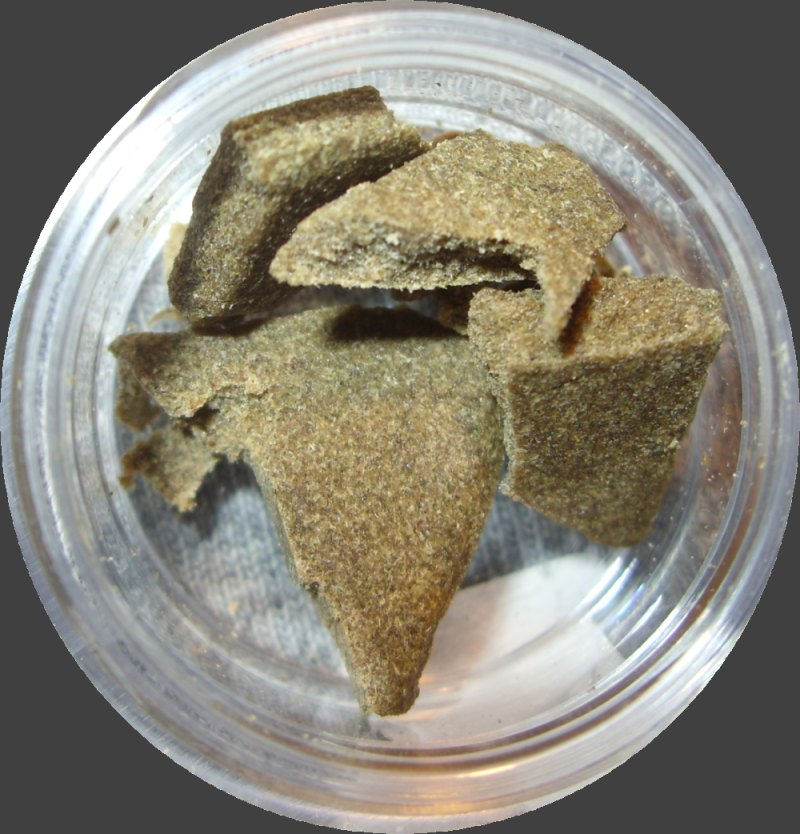
アメリカで作られた1.5グラムのハシシ

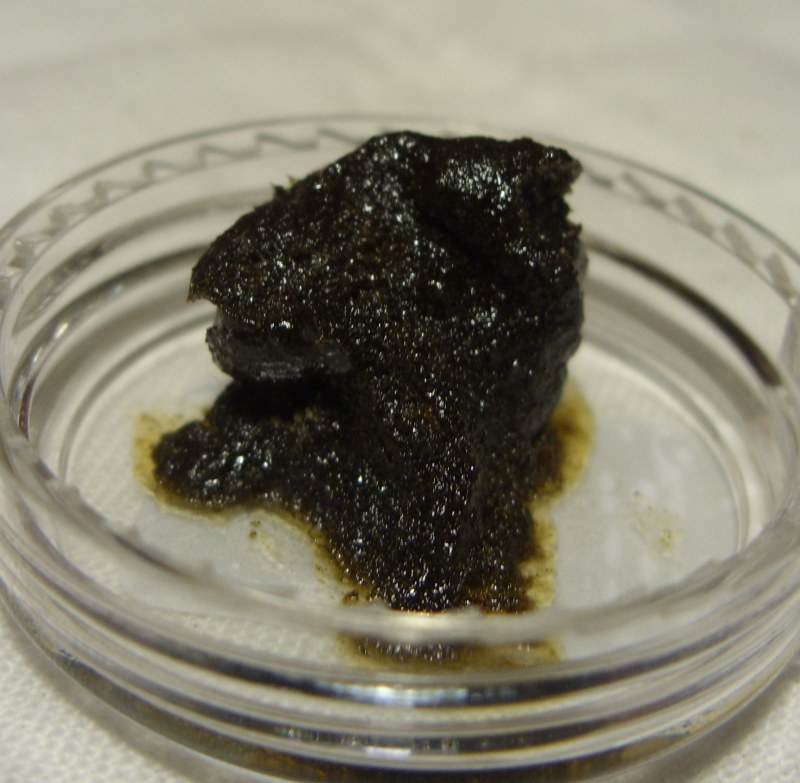
アメリカ製の1グラムの"bubble melt"ハシシ

ハシシ(hashish)は、トリコームと呼ばれる有茎の樹脂腺を圧搾または精製して作られる大麻製品である。テトラヒドロカンナビノール(THC)その他のカンナビノイド等、同じ有効成分を含むが、無選別のつぼみや葉と比べて、しばしば高濃度である。ハシッシュ、ハシシュ、ハッシッシともいう。
外形は、製法に応じて固体か樹脂状であり、プレスしたものは常に固体になる。水で精製したものは"bubble melt"ハシシと呼ばれ、しばしばペースト状で、硬さや柔軟性は様々である。色は茶色が多いが、透明から黄色、黒色、赤色まで多様である。これらは全て製法と、残った不純物の量に依存する。

## 歴史
「ハシシ」という名前は、アラビア語で「草」「飼葉、牧草」などを意味するハシーシュ（アラビア語：حشيش, ḥashīsh）という名詞に由来する。
国際貿易用のハシシの大量生産は、1960年代に、大麻草が広く入手できるモロッコで始まったと考えられている。Hippie Hashish Trailから最初のヒッピーが来る前は、モロッコではレバノン産のハシシが少し見られるだけだった。しかし、大麻は1万年も前から台湾で栽培されており、「ヒトによる最初の大麻の利用は、中央アジアか中国のステップ地域で起こったようだ」と報告されている。北インドでは、現地でチャラスと呼ばれるハシシの製造の長い伝統があり、古代ペルシアの“booz rooz”と呼ばれる儀式で燃やされたものと同じ植物樹脂であると信じられている。インドタイマは、インド亜大陸のほぼ至る所に自生し、また特に西ベンガル州、ラージャスターン州、ヒマラヤ地域ては、ガンジャやハシシを製造するために、特定の株が栽培されてきた。
1596年、オランダのヤン・ホイフェン・ヴァン・リンスホーテンは、自身の東方への旅を記録した文書の3ページを割いて、インドで飲まれている大麻入り飲料であるバング(“Bangue”)について記載した。また彼は特にエジプトのハシシについても記した。彼は、「バングはトルコやエジプトで用いられているものと似ていて、3つの種類が作られ、名前も3つある。最初のエジプトのものは「アシス」(“Assis”、アラビア語のハシシ)と呼ばれ、麻の葉と水からペーストかドウの状態に作られる。彼らは、クルミ大かそれより大きいものを5つ食べる。これは安いため、一般の人々によって消費され、その効果は麻によるものである。Galensの意見によると、麻は過剰に頭を満たす。」
また、この言葉から暗殺者を意味する「アサシン」という単語が誕生した。

## 利用
パイプ、水ギセル、気化器、熱したナイフ等によって加熱したり、ジョイントで吸ったり、大麻のつぼみやたばこと混ぜて紙巻きたばこにしたり、食材と一緒に調理したりして摂取する。

## 製造
ハシシは、カンナビノイドが豊富に含まれるトリコームと呼ばれる腺毛と、麻の花や葉の断片から作られる。成熟した雌株の花は、最もトリコームが多い。トリコームが多い特定の株は、栽培されている。花粉と間違えられることもある樹脂を貯蔵したトリコームは、様々な方法で植物と分離される。
機械分離法では、植物からトリコームを取り除くのに、篩等の物理的な力が用いられる。得られた粉末はキーフと呼ばれ、熱でブロック状に圧縮される。純粋であれば、キーフは柔らかく、ネバネバしている。また純粋なTHCであれば、ほぼ透明で、人が接触すると融け始める。氷水分離法は、また別の機械分離法である。最終生成物の透明度により、質が決まる。
化学分離法では、エタノール、ブタン、ヘキサン等の溶媒を用い、親油性の樹脂を溶解させる。植物の残りの部分は、溶液から濾される。溶液を蒸発させて残った樹脂は、ハッシュオイルやハニーオイルと呼ばれる。ハッシュオイルにはまだ蝋や精油も残っており、減圧蒸留でさらに精製し、「レッドオイル」が得られる。この油は真のハシシではなく、含まれるトリコームは破壊されている。

## 質
偶然に、あるいは純度を下げ製品に緑色を付けるために故意に小さな葉の断片等が混入されることがある。ハシシのTHC含量は、ほぼ0から65%、ハッシュオイルのTHC含量は、30から90%である。

## 関連文献
- Hashish! by Robert Connell Clarke, ISBN 0-929ارة و 65 8554/"#لبجب6558652174632174 085455

696665669 0349-05-9
- The Hasheesh Eater by Fitz Hugh Ludlow; first edition 1857
- Starkes, Michael. Marijuana Potency. Berkeley, California: And/Or Press, 1977. Chapter 6 "Extraction of THC and Preparation of Hash Oil" pp. 111–122. ISBN 0-915904-27-6.